# مسجد دوكانلار أونو

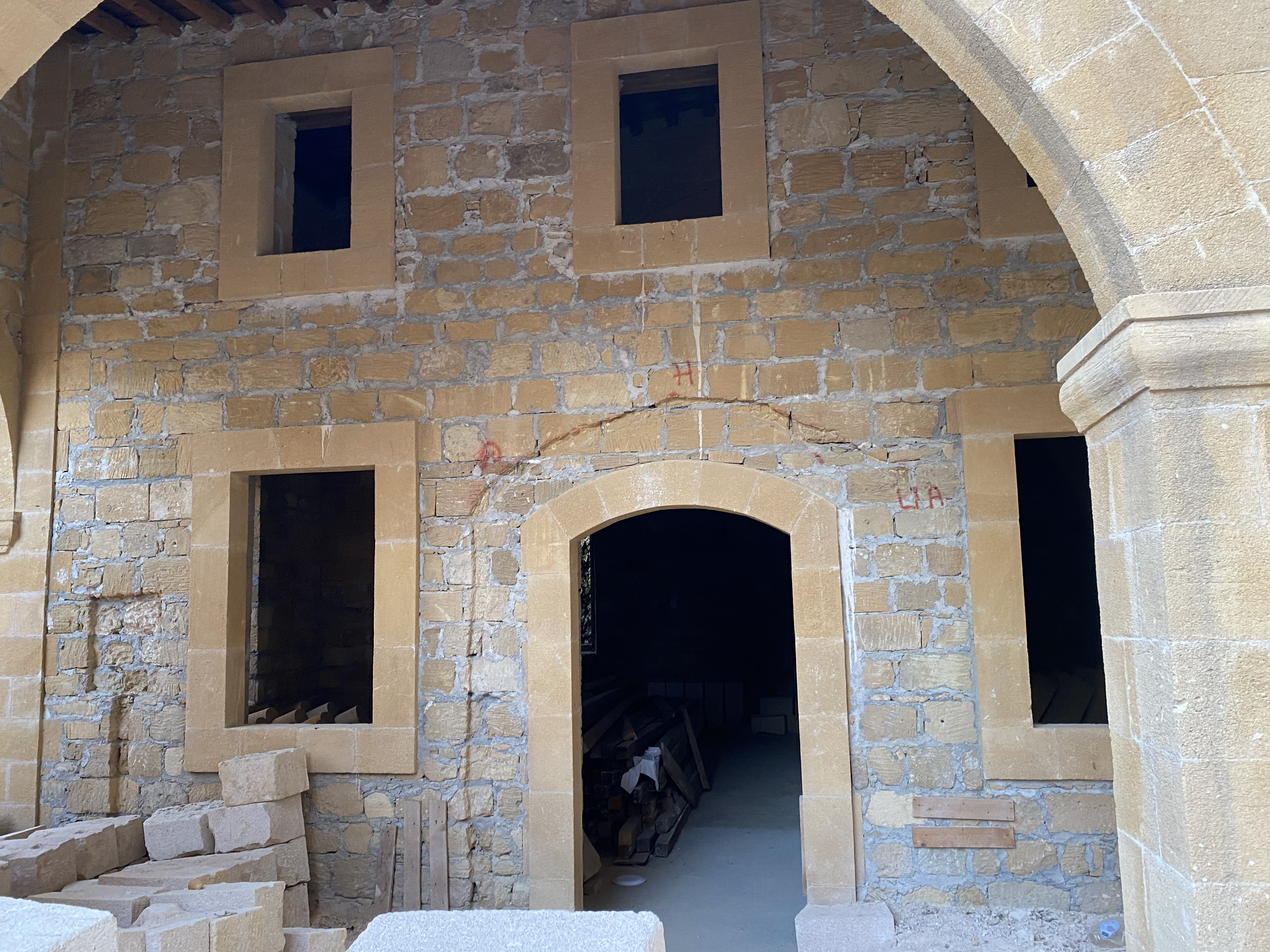
مسجد دوكانلار أونو

مسجد دوكانلار أونو يقع شمال نيقوسيا في قبرص، قديما كان المبنى يحتوي على أقواس ونقوش قوطية من القرن الرابع عشر، وبعد الفتح العثماني لقبرص، تم تحويل المبنى إلى مسجد.

## التاريخ

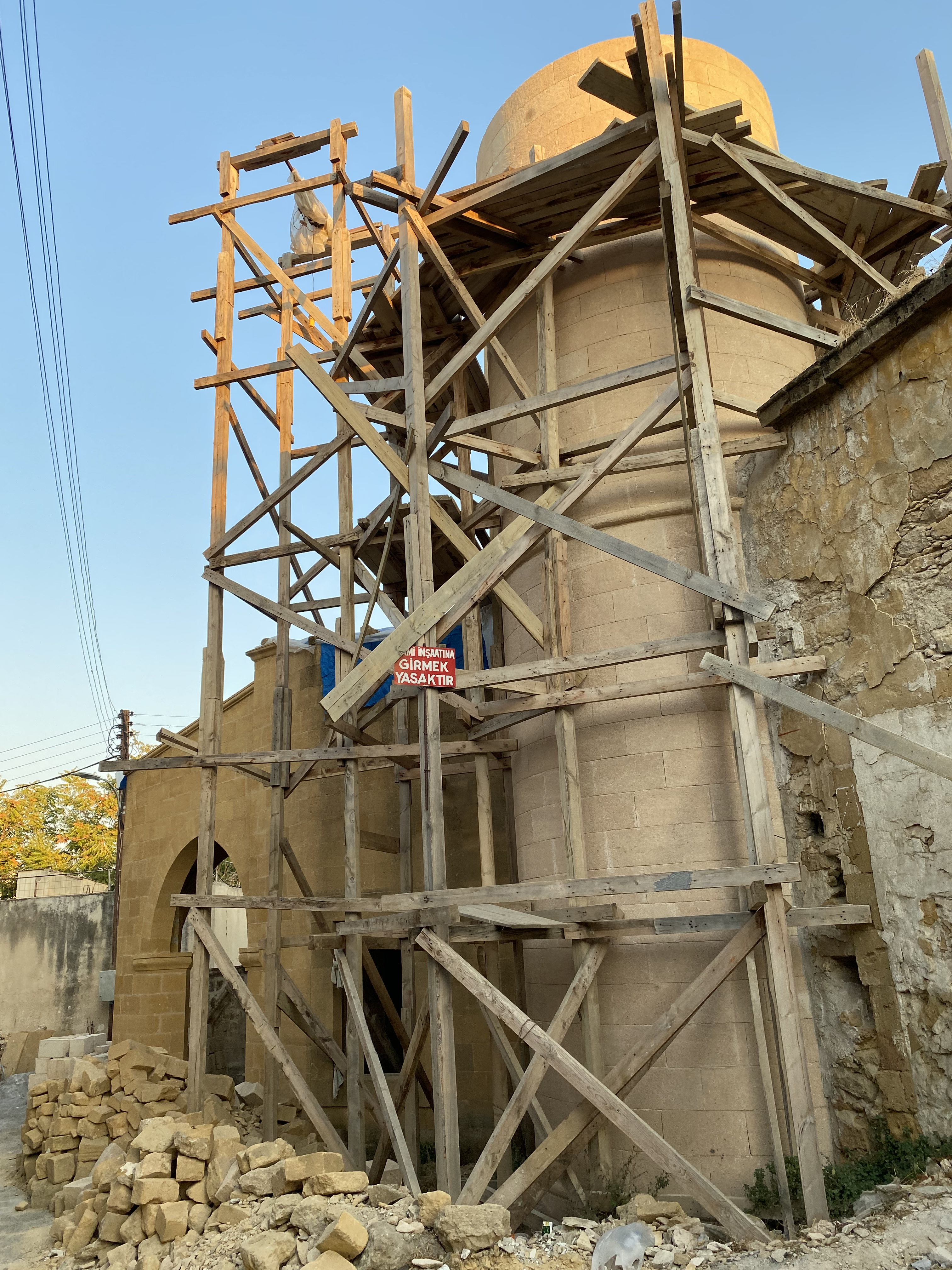
عملية ترميم المسجد

في بداية القرن الثامن عشر، تم تجديد المبنى على يد سعيد محمد آغا. تم هدم مئذنة المسجد عام 1952 لإعتبارها خطرة، في 6 سبتمبر 1962، إنهار جزء كبير من المسجد، أدى الإنهيار إلى تدمير قوس المدخل والعناصر المعمارية الأخرى للمسجد ، وفي عام 2011، أعلنت إدارة الأوقاف التركية، بالتعاون مع إدارة الأوقاف المحلية، ترميم المسجد.